# Pelopium
Pelopium was de naam voor een vermeend nieuw element dat in 1845 werd ontdekt door de scheikundige Heinrich Rose.
De naam is afgeleid van de Griekse koning en latere god Pelops. Tijdens de analyse van het mineraal tantaliet concludeerde hij dat het een element verwant aan niobium en tantaal moest bevatten. Dit bleek een misvatting te zijn. Zijn nieuwe element bleek een mengsel van niobium en tantaal te zijn. Dit bewijs werd in 1864 geleverd door Christian Wilhelm Blomstrand.